# Oxydothis grisea
Oxydothis grisea är en svampart som beskrevs av Penz. & Sacc. 1897. Oxydothis grisea ingår i släktet Oxydothis, ordningen kolkärnsvampar, klassen Sordariomycetes, divisionen sporsäcksvampar och riket svampar.   Inga underarter finns listade i Catalogue of Life.